# Helichrysum italicum
Helichrysum italicum é uma espécie de planta com flor pertencente à família Asteraceae. 
A autoridade científica da espécie é (Roth) G.Don, tendo sido publicada em Hort. Brit. (Loudon) 342. 1830.
Os seus nomes comuns são erva-do-caril, erva-caril, caril-das-areias e erva-espanta-diabos. É muitas vezes confundida com uma espécie semelhante, designada por perpétua-das-areias (Helichrysum stoechas).

## Outras utilizações da erva do caril
O óleo da erva-do-caril é muito raro e precioso. Possui propriedades excepcionais sob vários pontos de vista. É o anti-hematoma mais potente e conhecido na actualidade (quer seja externo ou interno). Como anti-coagulante é superior à arnica para as contusões. É antiflebítico (flebite é a inflamação das paredes das veias, por infecção), antiespasmódico, mucolítico e cicatrizante. Pode ser ainda usado como excelente preventivo de patologias cardíacas e vasculares sob a forma cutânea.[carece de fontes?]

## Portugal
Trata-se de uma espécie presente no território português, nomeadamente os seguintes táxones infraespecíficos:
- Helichrysum italicum subsp. picardi - presente em Portugal Continental. Em termos de naturalidade é nativa da região atrás referida. Não se encontra protegida por legislação portuguesa ou da Comunidade Europeia.